# Elektrokauter

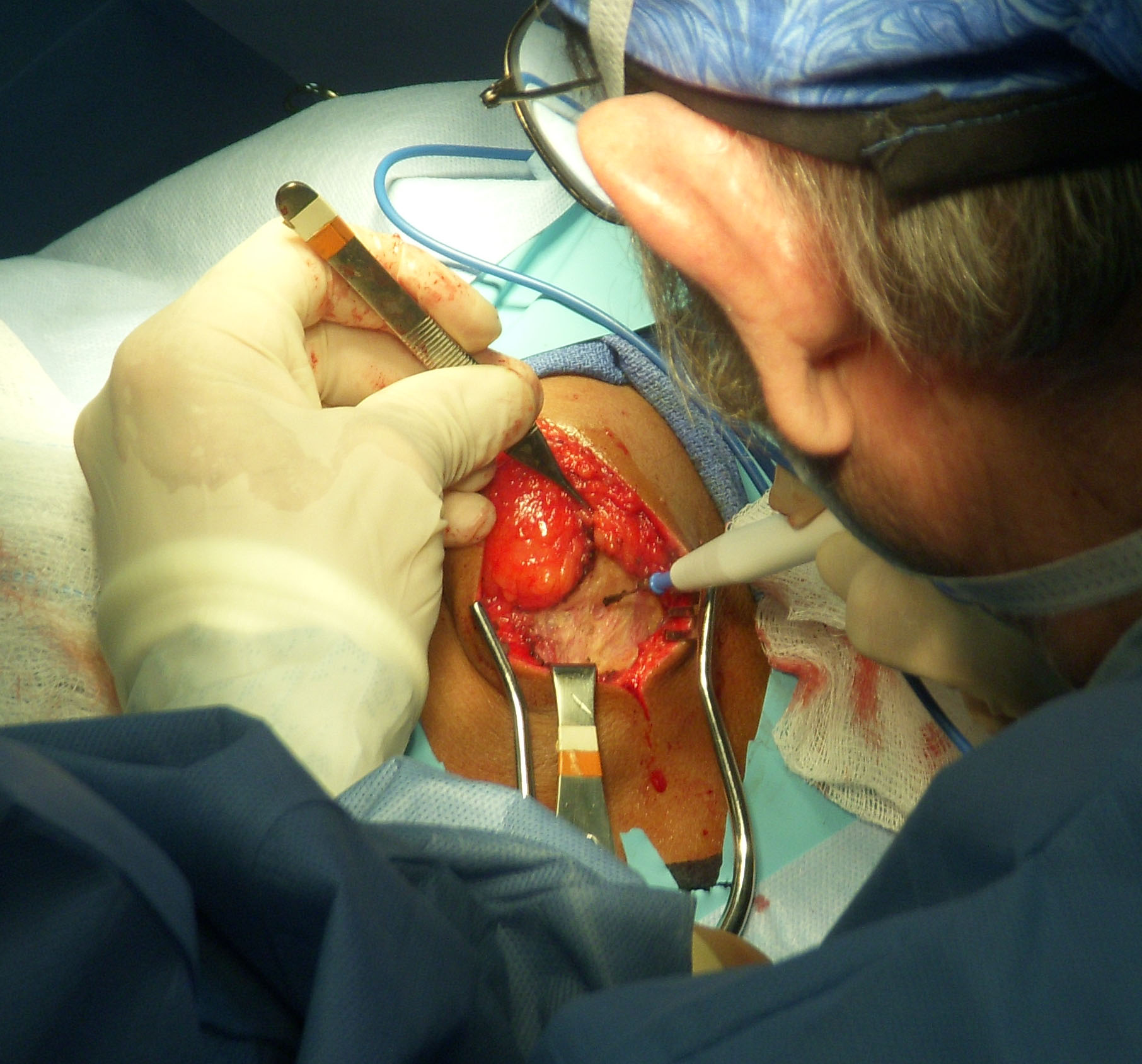
Przyżeganie tkanek elektrokauterem (w prawej ręce chirurga)

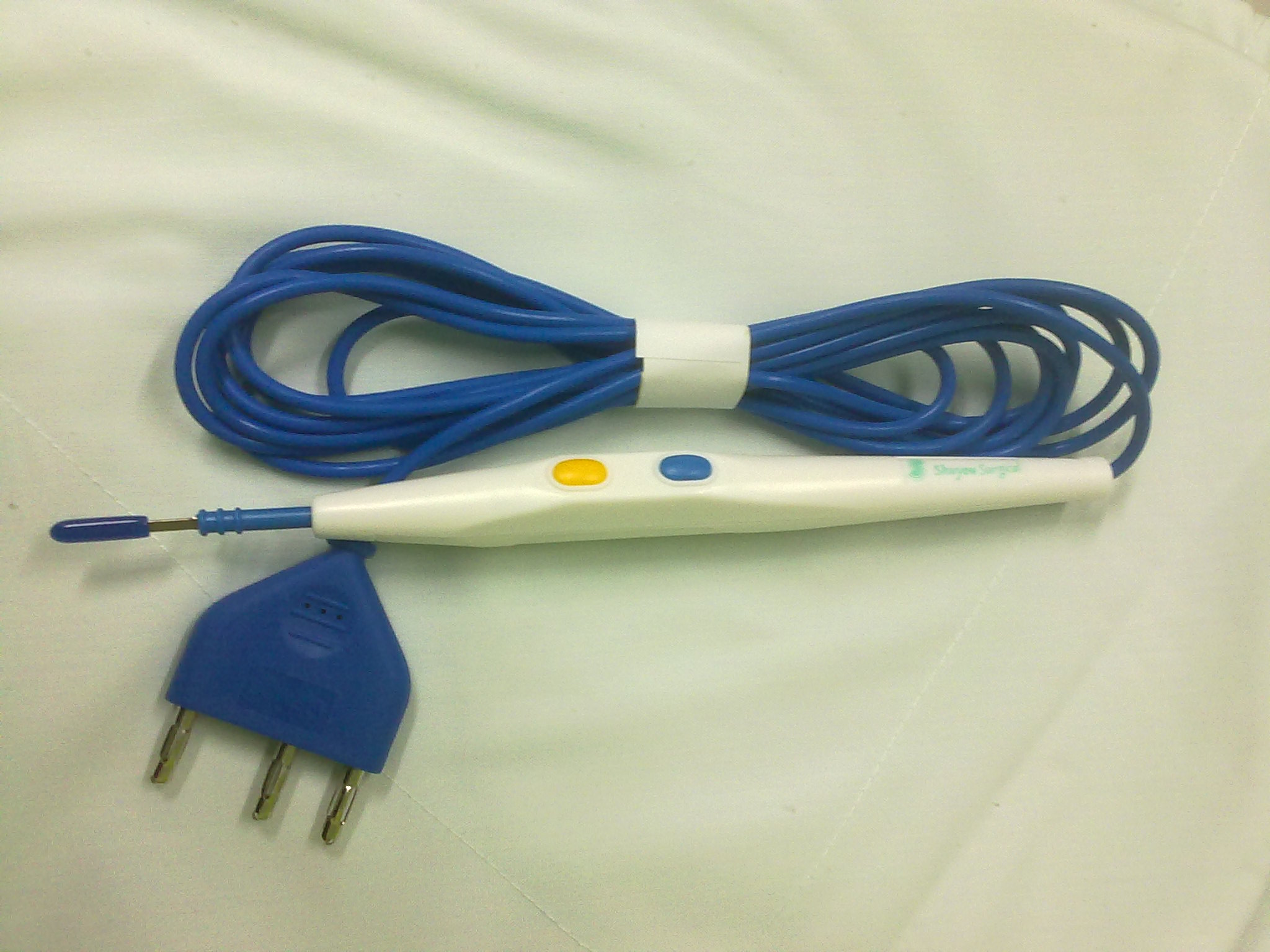
Przewód podłączany do generatora napięcia oraz końcówka robocza elektrokautera (żółty przycisk włącza cięcie, niebieski koagulację)

Elektrokauter, elektrokoagulator, aparat elektrochirurgiczny, nóż elektrochirurgiczny (z koagulatorem), galwanokauter, żegadło elektryczne, elektroskalpel – urządzenie medyczne stosowane w chirurgii, ściślej diatermii chirurgicznej, do cięcia lub kauteryzacji tkanek za pomocą prądu przemiennego o wysokiej częstotliwości (od 0,3 do 0,7 MHz).
Zasada jego działania opiera się na wykorzystaniu oporu elektrycznego tkanek, powodującego w momencie przepływu prądu denaturację białka zewnątrz- i wewnątrzkomórkowego, natomiast przy użyciu wyższej mocy urządzenia rozdzielenie tkanek (wywołane miejscowym ogrzaniem wody powyżej temperatury wrzenia).
Technika ta jest stosowana do:
- przecinania skóry i (częściej) głębiej położonych tkanek
- zamykania małych naczyń krwionośnych (w nowoczesnych aparatach do 7 mm średnicy[2])
- do miejscowego usuwania zmian skórnych, między innymi naczyniaków, znamion i brodawek.

Elektrokauter może być używany w konfiguracji jednobiegunowej (monopolarnej), w której chirurg używa (jak na pierwszym zdjęciu) końcówki roboczej o różnym kształcie (noża, kuli, pętli), a do skóry pacjenta jest przyłożona lub przylepiona elektroda bierna. W konfiguracji dwubiegunowej (bipolarnej) końcówka robocza ma postać pęsety, a zetknięcie jej końców wyzwala przepływ prądu między nimi – to ustawienie służy głównie do koagulacji tkanek. Wybór stosowanego napięcia i charakterystyki prądu (cięcie lub koagulacja) jest dokonywany przez operatora za pomocą przycisku lub pedału nożnego. Urządzenie do diatermii chirurgicznej może być także przyłączone do instrumentarium endoskopowego.
Użycie elektrokautera w konfiguracji monopolarnej jest często przeciwwskazane u pacjentów ze stymulatorem serca.